# Jerzy Pepłowski (major)

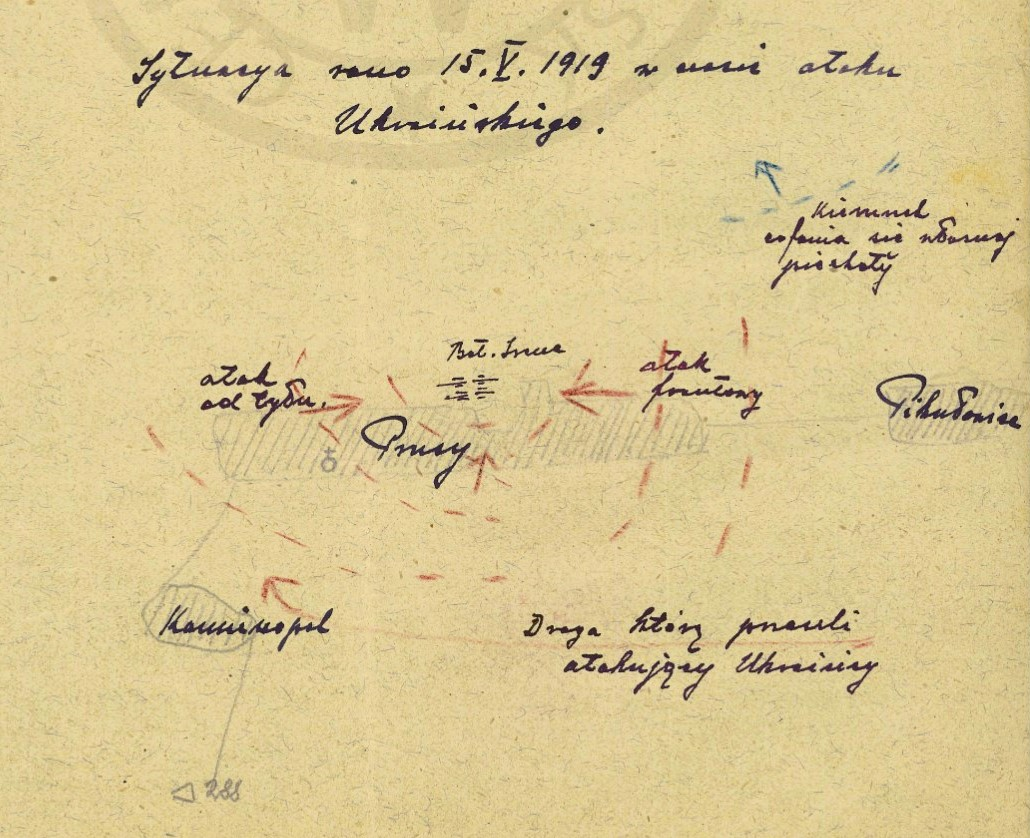
Położenie baterii „Irena” rano 15 maja 1919 – szkic sytuacyjny

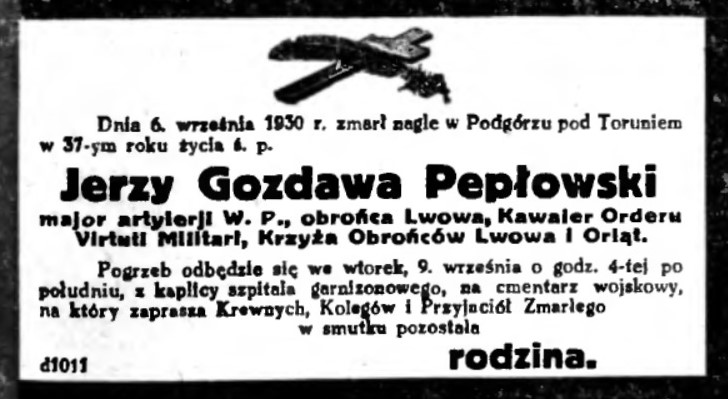
Nekrolog opublikowany w „Słowie Pomorskim”

Jerzy Pepłowski herbu Gozdawa (ur. 6 grudnia 1893 we Lwowie, zm. 6 września 1930 w Podgórzu) – major artylerii Wojska Polskiego, kawaler Orderu Virtuti Militari.

## Życiorys
Urodził się 6 grudnia 1893 we Lwowie. 30 czerwca 1911 rodzinnym mieście ukończył naukę w klasie VIII z wynikiem dobrym i zdał egzamin dojrzałości w c. k. Gimnazjum im. Franciszka Józefa. Później uzyskał absolutorium na Wydziale Prawa Uniwersytetu Franciszkańskiego.
Po wybuchu I wojny światowej został wcielony do cesarskiej i królewskiej Armii jako jednoroczny ochotnik. Jego oddziałem macierzystym był c. i k. Pułk Artylerii Polowej Nr 8. Na podporucznika rezerwy został mianowany ze starszeństwem z 1 stycznia 1916. Był dwukrotnie ranny.
1 grudnia 1918 wstąpił do Wojska Polskiego. Walczył w obronie Lwowa jako oficer baterii „Kastor”. 8 stycznia 1919 organizował 4. baterię 5 pułku artylerii polowej, która liczyła 3 oficerów i 10 szeregowców oraz była uzbrojona w dwie austriackie 90 mm armaty polowe wz. 1875. 14 stycznia zatoczył działa na pozycję na Wólce, południowym przedmieściu Lwowa. Później chory, trafił do szpitala. Z końcem lutego 1919 objął dowództwo nadetatowej baterii „Irena”. Pierwszą pozycję zajął w pobliżu rzeźni miejskiej, w północnej części Lwowa, tuż koło Złotego Mostu, skąd ostrzeliwał ukraińskie miotacze min ustawione w Malechowie. Później działał samodzielnie, poza macierzystym pułkiem. Wyróżnił się 15 maja 1919 broniąc pozycji swojej baterii we wsi Prusy. 9 marca 1921 major Henryk Kreiss, pełniący obowiązki dowódcy 5 pap, we wniosku na odznaczenie Orderem Virtuti Militari napisał:

dnia 15 maja 1919 przed godz. 4 rano zaalarmowana został bateria nadetatowa byłego 5 pap pseudonim „Irena” pod dowództwem kapitana (wówczas porucznika) Jerzego Pepłowskiego – stojąca na pozycji w środkowej części Prus – silnymi strzałami karabinowymi od strony Kamienopola. Wysłany przez kpt. Pepłowskiego patrol stwierdził silne oddziały ukraińskie zachodzące od tyłu Prus i stojącą w nich baterię. Wkrótce po tym znajdujący się poza baterią sztab własnego batalionu piechoty i część rezerwy została wzięta do niewoli, a Ukraińcy w sile około batalionu poczęli podsuwać się od zachodniego krańca Prus ku środkowi wsi. W tej chwili wysłał kpt. Pepłowski łącznika w kierunku naszej linii biegnącej między Pikułowicami a Prusami, który przyniósł meldunek, że własna piechota posiłków baterii dać nie może oraz, że cofa się ku Żydatyczom. Równocześnie rozpoczęli napierać Ukraińcy także od strony Pikułowic. Wobec tego, że bateria „Irena” liczyć mogła tylko na własne siły, zwrócił kpt. Pepłowski dwa działa w kierunku zachodnim, otwierając ogień na grupujących się Ukraińców koło kościoła w Prusach, pozostałymi zaś dwoma działami strzela w kierunku Pikułowic. Chcąc powstrzymać wpierających się między domami Ukraińców, wysyła siedmiu ludzi z obsługi, którzy z za chałup strzelając z karabinów, powstrzymywali nacierającego wroga. Bateria „Irena” broni się w ten sposób pod dowództwem kpt. Pepłowskiego przez dwie godziny, strzelając kartaczami na możliwie krótkie odległości, ostatnio na 30 kroków, odstrzeliwując się przy tym z karabinów i rewolwerów. Nie mając koni, z chwilą kiedy otaczający baterię łańcuch ukraiński zbliżył się na kilkadziesiąt kroków, obsługa baterii zaczęła ponosić coraz większe straty. Na 20 ludzi obsługi 3 szeregowych zabito, sześciu zraniono, część osłony baterii dostała się do niewoli. Wobec tego, oddawszy ostatni raz strzały kartaczami, obsługa na rozkaz ciężko rannego dowódcy baterii kpt. Pepłowskiego wycofuje się jedyną wolną drogą w kierunku Żydatycz, skąd zaraz po nadejściu posiłków powraca zdobywając i obsadzając z powrotem baterię. Dzięki energii i nieustraszonej odwadze kpt. J. Pepłowskiego wytrwała bateria ta, otoczona ze wszech stron przez wroga, przez dwie godziny na stanowisku uniemożliwiając Ukraińcom posuwanie się w kierunku na Żydatycze. Również zasługą bohaterskiego wytrwania na pozycji kpt. J. Pepłowskiego jest umożliwienie wprowadzenia rezerw własnej piechoty do kontrakcji oraz powstrzymania wroga i odzyskania utraconej miejscowości.

9 września 1920 został zatwierdzony z dniem 1 kwietnia 1920 w stopniu kapitana, w artylerii, w grupie oficerów byłej armii austro-węgierskiej. Wówczas pełnił służbę w baterii zapasowej 5 pap. Po zakończeniu działań wojennych pozostał w wojsku jako oficer zawodowy i kontynuował służbę w macierzystym 5 pułku artylerii polowej we Lwowie. W marcu 1921 był przydzielony do Centrum Wyszkolenia Artylerii we Lwowie na stanowisku instruktora, a 1 czerwca tego roku był przydzielony do Głównego Centrum Wyszkolenia Lwów. 3 maja 1922 został zweryfikowany w stopniu kapitana ze starszeństwem od 1 czerwca 1919 i 96. lokatą w korpusie oficerów artylerii. W 1923 pełnił obowiązki dowódcy I dywizjonu 5 pap, który był detaszowany w Gródku Jagiellońskim. 31 marca 1924 prezydent RP nadał mu stopień majora ze starszeństwem z dnia 1 lipca 1923 i 40. lokatą w korpusie oficerów artylerii. Po awansie został zatwierdzony na stanowisku dowódcy I dywizjonu. Później został przeniesiony do 9 pułku artylerii polowej w Białej Podlaskiej na stanowisko dowódcy III dywizjonu, który był detaszowany w  Berezie Kartuskiej. W listopadzie 1928 został przeniesiony do Centrum Wyszkolenia Artylerii w Toruniu na stanowisko kierownika kursu dowódców dywizjonów. Zmarł nagle 6 września 1930 w Podgórzu. Trzy dni później został pochowany na Cmentarzu Garnizonowym w Toruniu. Następnie jego zwłoki zostały ekshumowane i pochowane w rodzinnym mieście na cmentarzu Obrońców Lwowa (kwatera XXX, grób 1831).

## Ordery i odznaczenia
- Krzyż Srebrny Orderu Wojskowego Virtuti Militari nr 5739 – 10 sierpnia 1922[33][13][34][35]
- Medal Pamiątkowy za Wojnę 1918–1921[36]
- Medal Dziesięciolecia Odzyskanej Niepodległości[36]
- Krzyż Obrony Lwowa[30]
- Odznaka za Rany i Kontuzje z jedną gwiazdką[36]
- Odznaka pamiątkowa „Orlęta”[30]

austro-węgierskie
- Krzyż Zasługi Wojskowej 3 klasy z dekoracją wojenną i mieczami[9]
- Brązowy Medal Zasługi Wojskowej z mieczami na wstążce Krzyża Zasługi Wojskowej[9]
- Srebrny Medal Waleczności 1 klasy[9]